# Enrique Egas
Enrique Egas (Toledo, 1455 – 1534) è stato un architetto spagnolo.

## Biografia
Figlio di Egas Cueman, fu capomastro della cattedrale di Toledo dal 1494 al 1534. Viene ricordato inoltre come progettista di una cappella della cattedrale di Siviglia e dell'Hostal dos Reis Católicos  di Santiago de Compostela.